# Скородум (Великоустюгский район)
Скородум — деревня в Великоустюгском районе Вологодской области.
Входит в состав Трегубовского сельского поселения, с точки зрения административно-территориального деления — в Трегубовский сельсовет.
Расстояние по автодороге до районного центра Великого Устюга — 28,5 км, до центра муниципального образования Морозовицы — 20,5 км. Ближайшие населённые пункты — Верхнее Якутино, Устье-Повалихино, Калинино.
По переписи 2002 года население — 16 человек.